# Émile Bermyn
Émile Charles Fernand Bermyn (Tourcoing, 14 ottobre 1920 – Tourcoing, 21 luglio 1973) è stato un pallanuotista francese.
Ha rappresentato la Francia alle Olimpiadi estive di Londra 1948.